# غاري فولي
غاري فولي (بالإنجليزية: Gary Foley)‏ هو مؤرخ أسترالي، ولد في 11 مايو 1950 في نيوساوث ويلز في أستراليا.

## وصلات خارجية
- غاري فولي على موقع IMDb (الإنجليزية)
- غاري فولي على موقع قاعدة بيانات الفيلم (الإنجليزية)